# Бакод
Бакод (англ. Buckode; ирл. Bocóid) — деревня в Ирландии, находится в графстве Литрим (провинция Коннахт) южнее озера Лох-Мелвин на региональной трассе R281.